# Sailly-au-Bois
Sailly-au-Bois là một xã trong tỉnh Pas-de-Calais, vùng Hauts-de-France, Pháp.

## Địa lý
Sailly-au-Bois có cự ly khoảng 18 dặm (29 km) về phía nam Arras, tại giao lộ của các tuyến đường D3 và D23.

## Dân số
| 1962                                                              | 1968 | 1975 | 1982 | 1990 | 1999 | 2006 |
| ----------------------------------------------------------------- | ---- | ---- | ---- | ---- | ---- | ---- |
| 307                                                               | 334  | 316  | 293  | 302  | 265  | 270  |
| Số liệu điều tra dân số tính từ năm 1962, dân số chỉ tính một lần |      |      |      |      |      |      |

## Địa điểm nổi bật
- Nhà thờ St.John the Baptist, thế kỷ 18.